# Ng Ser Miang
Ng Ser Miang, né le 6 avril 1949 en Chine, est un dirigeant sportif, diplomate et homme d'affaires singapourien.
Il est membre du comité international olympique depuis 1998, et vice-président de 2009 à 2013,,. Le 16 mai 2013, il a fait part de sa candidature pour l'élection du président du CIO qui doit se tenir le 10 septembre à Buenos Aires, en remplacement de Jacques Rogge qui ne peut se représenter. Il termine quatrième sur cinq lors du second tour de l'élection le 10 septembre 2013.